# Microhyla sholigari
Microhyla sholigari és una espècie de granota que viu al sud de l'Índia.